# Elizabeth Hess
Elizabeth Hess (Ontario, 17 de julio de 1953) es una actriz canadiense, más conocida por hacer el papel de Janet Darling en Clarissa lo explica todo de 1991 a 1994. También ha aparecido en un episodio de Law & Order. Actualmente, ella está trabajando en la enseñanza de la Universidad de Nueva York (NYU) Tisch School of the Arts y en la Universidad de Fordham en el Lincoln Center.

## Trayectoria
- Buddy & Grace (2001)
- Italian Lessons (1998)
- A Bedtime Story (1997)
- Clarissa lo explica todo (1991-1994)